# Veněra 8
Veněra 8 (rusky: Венера-8) byla sovětská planetární sonda, která v rámci programu Veněra zkoumala planetu Venuši. Let se uskutečnil v roce 1972. Sonda se úspěšně dostala k Venuši a na povrch planety vysadila přistávací pouzdro s vědeckými přístroji.

## Popis sondy
Sonda vážila přibližně tunu, do vesmíru byla vynesena raketou Molnija-M. Skládala se z obslužného modulu a kulového atmosférického pouzdra. Sonda byla optimalizována pro atmosférická měření. Obslužný modul vstupoval do atmosféry zároveň s atmosférickým pouzdrem a shořel. Pouzdro vysílalo data přímo k Zemi.

## Konstrukce sondy
Planetární sonda Veněra 8 byla postavena ve strojírenských závodech S. А. Lavočkina.
V konstrukci sondy byly zohledněny údaje, které získala předcházející sonda Veněra 7. Při stavbě přistávacího pouzdra Veněry 7 se počítalo s atmosférickým tlakem větším než 150 atmosfér. Podle údajů získaných při misi Veněra 7 bylo zjištěno, že reálný tlak atmosféry na povrchu Venuše nepřesahuje 105 atm a teplota místo předpokládaných 540 °C dosahuje 493 °C.
Použitím těchto údajů při konstrukci přistávacího pouzdra Veněry 8 se ušetřilo 38,5 kg z celkové hmotnosti přistávací části.
Proti předchozí misi byla zdokonalen anténní systém přistávacího pouzdra. Hlavní spirálová anténa byla použita pouze při přistávání. Po dosednutí na povrch byla vysunuta přídavná vysílací anténa.
Pro měření úrovně osvětlení na povrchu Venuše byl přistávací modul vybaven fotometrem IOV-72. Modul přistál na osvětlené straně planety. Orbitální část sondy se od Veněry 7 nelišila.

## Přístrojové vybavení

### Obslužný modul
- detektor kosmického záření
- detektor slunečního větru
- ultrafialový spektrometr

### Atmosférické pouzdro
- teplotní senzory
- měření tlaku
- fotometr - měření úrovně osvětlení
- výškoměr
- gama spektrometr
- analyzátor plynu
- radiový vysílač

## Průběh letu
Sonda odstartovala 27. března 1972 pomocí rakety Molnija-M z kosmodromu Bajkonur. Zhruba v polovině letu (6. dubna 1972) byla provedena dráhová korekce. Po 117 dnech letu se přistávací pouzdro oddělilo od obslužného modulu, aby 22. července 1972 v 08:37 UT vstoupilo do atmosféry Venuše. Ve výšce 60 km na povrchem se otevřel padák o průměru 2,5 m. V průběhu přistávání vysílala sonda naměřené údaje, ve výšce 30-35 km byl zaznamenán silný pokles úrovně osvětlení a ve výšce kolem 10 km rychlost větru menší než 1 km/s.

## Přistání
Veněra 8 přistála v 09:32 UT v oblasti Vasilisa Regio. Sonda vysílala údaje z povrchu ještě 50 minut a 11 sekund. Naměřené údaje potvrdily hodnoty zjištěné sondou Veněra 7 - vysoké teploty kolem 470 °C a tlak 90 atmosfér. Fotometrická měření ukázala, že mraky na Venuši jsou relativně vysoko a atmosféra nad povrchem je poměrně čistá. Gama spektrometr určil v povrchové hornině přítomnost uranu, thoria a draslíku, materiál byl podobný pozemské žule.